# Worldwar: Tilting the Balance
Worldwar: Tilting the Balance (cu sensul de Războiul mondial: Înclinarea balanței) este un roman științifico-fantastic de istorie alternativă din 1995 de Harry Turtledove publicat de editura Del Rey. Este al doilea roman al tetralogiei Worldwar (Războiul Mondial), precum și a doua parte din seria extinsă Worldwar care include și trilogia Colonization (Colonizare) și romanul Homeward Bound (În drum spre casă). Complotul seriei începe la sfârșitul anului 1941, în timp ce Pământul este sfâșiat de al Doilea Război Mondial. O flotă extraterestră sosește pentru a cuceri planeta, forțând națiunile aflate în război să facă alianțe neplăcute împotriva invadatorilor. Între timp, extratereștrii, care se referă la ei înșiși ca The Race (Rasa), descoperă că inamicul lor (omenirea) este mult mai feroce și mai avansat tehnologic decât se aștepta.
În Worldwar: Tilting the Balance, marile puteri mondiale se luptă să dezvolte primele bombe atomice umane cu material preluat de la extratereștrii invadatori.